# کواک جی-مین
کواک جی-مین (انگلیسی: Kwak Ji-min؛ زادهٔ (۱۳ فوریهٔ ۱۹۸۵) بازیگر سینمای اهل کره جنوبی است. او بیشتر برای بازی در فیلم دختر سامری به کارگردانی کیم کی-دوک شناخته می‌شود که توانست جایزه بهترین بازیگر جدید زن انجمن منتقدان فیلم بوسان در سال ۲۰۰۴ را بدست آورد.